# Konstanca Aragonska
Za njenu pranećakinju, pogledajte "Konstanca Aragonska, gospa Villene".
Konstanca Aragonska (španjolski Constanza de Aragón y Castilla; 1179. – 23. lipnja 1222.) bila je isprva kraljica Ugarske i Hrvatske, a poslije i Njemačke i Sicilije te također carica.

## Životopis

### Rođenje i rani život
Konstanca je rođena 1179. kao kći Alfonsa II. Aragonskog i kraljice Sanče Kastiljske. Bila je sestra Petra II. Katoličkog.
Godine 1196. Alfons je umro, a Petar ga je naslijedio. Petar je dogovorio brak između Konstance i ugarskog kralja Emerika. Vjenčanje je održano 1198.

### Bijeg
1199. Konstanca je rodila sina Ladislava, koji je postao kralj Ladislav III. nakon očeve smrti, premda je bio samo dijete. Njegov je stric, Andrija II., bio regent. Ladislav i Konstanca bili su njegovi zatočenici, ali su pobjegli u Beč.
1205. Ladislav je umro. Stric je preuzeo njegovo tijelo i pokopao ga.

### Drugi brak
Konstanca je otišla svojoj majci u samostan. Njezin brat Petar ponovno joj se umiješao u sudbinu – htio je dobre odnose s papom Inocentom III. Papa je naumio Konstancu dati Fridriku II.
15. kolovoza 1209. Konstanca i Fridrik su se vjenčali u Messini. Okrunjena je za kraljicu Sicilije. Njezin je muž imao samo 14 godina.
1211. Konstanca je rodila Henrika koji se pobunio protiv oca.
1220. Konstanca je postala carica.

### Smrt
Konstanca je umrla od malarije 1222. u Cataniji, a pokopana je u katedrali u Palermu.